# Psora hyporubescens
Psora hyporubescens är en lavart som beskrevs av Timdal. Psora hyporubescens ingår i släktet Psora och familjen Psoraceae.   Inga underarter finns listade i Catalogue of Life.